# 三萩野
三萩野（みはぎの）は、福岡県北九州市小倉北区の地名および地域名で、交差点およびバス停留所の名称でもある。

## 概要
小倉北区のほぼ中央部に位置し、町名として三萩野一丁目から三丁目まである。また、三萩野交差点を中心に、香春口、昭和町、吉野町、黄金、白銀、片野の各一部を含む地域の総称である。
現在の街区を発足させた際に、現在は地域を取り囲む「三郎丸（さぶろうまる）」「萩崎町（はぎざきまち）」「片野（かたの）」の各一部から各町名から一字ずつ取って「三萩野」の町名が成立した。
三萩野交差点は国道3号、国道10号の交点に位置し、付近には北九州モノレールの香春口三萩野駅がある。三萩野交差点のすぐ南を北九州高速4号線の高架が横切り、その上を北九州モノレールが越える形になっているため、そこが北九州モノレールの最高地点になっている。
ただし、三萩野の町は交差点の東側に位置する。三丁目には北九州市民球場、北九州メディアドーム（小倉競輪場）、三萩野公園がある。なお、二丁目には「三萩野バッティングセンター」があり、世界最速レベル（230km/h）の打席がある（定期開催、通常時は最速200km/h）ことで有名である。230km/hの打席には日本全国はもとより、海外からも体験しに訪れるほどであり、現役引退後の元プロ野球選手である新庄剛志や元木大介、また現役選手でも松田宣浩などが体験した。また、元福岡ダイエーホークスのカズ山本による野球教室が開催されている（要予約、毎月2回、第2・第4木曜日）。

## 施設
- 北九州モノレール 香春口三萩野駅
- 北九州市民球場
- 北九州メディアドーム（小倉競輪場）
- 三萩野公園

## 交通（バス）
「三萩野」バス停には小倉南区、戸畑区、八幡東区に向かう多くの一般路線バスの他、昼行の高速バスが停車。香春口三萩野駅と併せ、乗換地点して機能している。2番 - 7番の6か所にのりばが分かれ、このうち4番 - 6番のりばは隣接している。特記なき限り西鉄バス北九州が運行。最新の情報は西鉄バスの公式サイトやアプリで確認すること。

### 2番のりば
北九州高速4号線直下にのりばがある。主に高速バスと小倉南区方面に向かう一般路線バスが発着する。

#### 高速バス
- なかたに号 - 西鉄天神高速バスターミナル 方面（西鉄バス）
- ひきの号 - 引野口（黒崎IC）・西鉄天神高速バスターミナル 方面（西鉄バス）
- 北九州空港エアポートバス - 北九州空港 方面
- 出島号 - 長崎駅前 方面（長崎県営バス）
- 特急 - 	高速千代ニュータウン・馬場山ランプ・直方 方面（西鉄バス筑豊）

#### 一般路線バス
北方方面
- 6 - 北方・北九州市立大学前・徳力団地南・中谷 方面
- 32 - 北方・北九州市立大学前・志徳団地北・志井車庫 方面
- 34 - 北方・北九州市立大学前・志徳団地北・志井車庫・母原・中谷 方面
- 35 - 北方・農事センター・サンアクアTOTO・舞ヶ丘団地 方面
- 36 - 北方駅・志徳団地北・志井車庫 方面
- 38 - 北方・下曽根駅南口 方面
- 38-1 - 北方・長野・貫小学校・弥生が丘営業所 方面

北九州市民球場方面
- 8 - 北九州市民球場・黒原・霧丘三丁目 方面

湯川・若園方面
- 10・11 - 吉田団地・恒見営業所 方面
- 特快10 - 沼小前・恒見営業所 方面
- 12 - 若園・小倉南区役所前・国立小倉医療センター・中谷 方面
- 14 - 沼団地・下吉田団地第一 方面
- 15 - 沼団地・沼小前・四季彩の丘第5 方面
- 17 - 下曽根駅北口・弥生が丘営業所 方面
- 18 - 下曽根駅北口・九州労災病院 方面

### 3番のりば
三萩野バス停の中で最も南に位置している。片野方面から来て小倉駅や青葉車庫方面に向かう一般路線バスが発着する。また、到着した高速バスの降車場所としても使用される。
- 6 - 小倉駅入口・砂津・社ノ木二丁目・門司駅前 方面
- 10・特快10・14・15・34・38 - 小倉駅バスセンター・砂津 方面
- 12 - 小倉駅バスセンター・米町・砂津 方面
- 17・18・35 - 魚町・青葉車庫 方面

### 4番のりば
国道3号上にのりばがある。星ヶ丘五丁目行きの快速バスが発着する。
- 快速 - （都市高速）・引野口（黒崎IC）・馬場山・星ヶ丘五丁目方面

### 5番のりば
国道3号上にのりばがある。主に八幡東区方面に向かう一般路線バスが発着する。
- 21 - 今町・恵里・北方・北九州市立大学前・守恒 方面
- 21 - 今町・恵里・蒲生・南方三丁目・長行台・中谷 方面
- 22 - 歯大前・七条・中央町・西鉄黒崎バスセンター 方面
- 23 - 歯大前・七条・中央町・スペースワールド駅 方面
- 26 - 歯大前・総合体育館・北九州パレス前 方面
- 36 - ソレイユホール・ムーブ前・魚町・小倉駅バスセンター・砂津 方面
- 43 - 歯大前・松尾町・中央町・八幡駅 方面
- 43 - 歯大前・松尾町・スピナラソリエ高見店前 方面
- 46 - 歯大前・松尾町・八幡東ニュータウン第一 方面
- 49 - 木町・高田町・愛の家車庫 方面
- 49 - 木町・高田町・恵里・蒲生・南方三丁目・長行台・中谷 方面
- 143 - 歯大前・松尾町・（都市高速）・引野口・香月営業所 方面

### 6番のりば
国道3号上にのりばがある。戸畑区方面に向かう一般路線バスが発着する。
- 11・32 - 南小倉駅前・井堀・浅生通り・浅生市場前 方面
- 25 - 南小倉駅前・井堀・浅生通り・浅生市場前・戸畑駅 方面
- 特快25 - 南小倉駅前・戸畑駅 方面

### 7番のりば
香春口三萩野駅直下にのりばがある。貴船町や北九州市民球場方面から来て小倉駅方面に向かう一般路線バスが発着する。
- 8・43・46 - 小倉駅バスセンター 方面
- 21・22・23・25・26 - 小倉駅バスセンター・米町・砂津 方面
- 特快25 - 小倉駅バスセンター・砂津 方面
- 49 - 小倉駅入口・砂津・藤松公団前・緑ヶ丘中学校・門司駅前 方面
- 快速 - 小倉駅前・砂津 方面